# Arthur Balfour
Arthur James Balfour (ur. 25 lipca 1848 w Whittingehame, zm. 19 marca 1930 w Fisher’s Hill k. Woking) – brytyjski polityk, jeden z przywódców Partii Konserwatywnej, premier Wielkiej Brytanii w latach 1902–1905, twórca Brytyjskiej Wspólnoty Narodów.
Był siostrzeńcem markiza Salisbury, po którym odziedziczył przywództwo konserwatystów i fotel premiera. Członek Izby Gmin w latach 1874–1922 i Izby Lordów od 1922 (z tytułem hrabiego Balfour). W latach 1915–1916 był pierwszym lordem Admiralicji, a w 1916–1919 ministrem spraw zagranicznych. W roku 1917 jako minister spraw zagranicznych Wielkiej Brytanii ogłosił tzw. deklarację Balfoura w sprawie utworzenia w Palestynie żydowskiej siedziby narodowej. W 1926 opracował formułę, która stała się fundamentem Brytyjskiej Wspólnoty Narodów.

## Wczesne lata życia i początki kariery politycznej
Był najstarszym synem Jamesa Maitlanda Balfoura i lady Blanche Gascoyne-Cecil, córki 2. markiza Salisbury. Wykształcenie odebrał w Grange Preparatory School w Hoddesdon w hrabstwie Hertfordshire (w latach 1859–1861), Eton College (w latach 1861–1866) oraz w Trinity College na Uniwersytecie Cambridge (w latach 1866–1869).
W 1874 r. został wybrany do Izby Gmin jako reprezentant okręgu Hertford. W 1885 r. przeniósł się do okręgu Manchester East. Wiosną 1878 r. Balfour został prywatnym sekretarzem swojego wuja, lorda Salisbury’ego. Towarzyszył mu podczas obrad kongresu berlińskiego w 1878 r.
Po wyborach 1880 r. Balfour zrezygnował ze stanowiska sekretarza i skupił się na działalności parlamentarnej. Rychło stał się ważną figurą wśród młodszych konserwatywnych deputowanych. Razem z lordem Randolphem Churchillem, sir Henrym Wolffem i Johnem Gorsten tworzył tzw. „Partię Czterech”.
Kiedy po wyborach 1885 r. lord Salisbury objął stanowisko premiera, powierzył siostrzeńcowi stanowisko przewodniczącego Rady Samorządu Lokalnego. W 1886 r. został członkiem gabinetu jako minister ds. Szkocji. W 1887 r. został przeniesiony na stanowisko Głównego Sekretarza Irlandii. Na tym stanowisku dał się poznać jako zdecydowany przeciwnik wprowadzenia w Irlandii autonomii.
W 1891 r. Balfour został pierwszym lordem skarbu. Był ostatnią osobą, która sprawowała ten urząd nie będąc jednocześnie premierem. Pozostał na tym stanowisku do wyborczej porażki konserwatystów w 1892 r. Jego partia powróciła do władzy w 1895 r. i Balfour ponownie został pierwszym lordem skarbu. W 1899 r. odpowiadał za negocjacje z republiką Transvaalu, tuż przed wybuchem II wojny burskiej.

## Premier

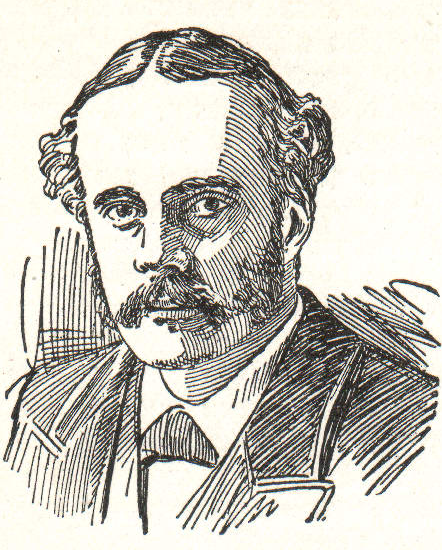
Arthur Balfour (ok. 1914)

Lord Salisbury zrezygnował ze stanowiska premiera 11 lipca 1902 r. Balfour został nowym premierem ciesząc się poparciem Partii Konserwatywnej oraz koalicjantów z Partii Liberalno-Unionistycznej. Na początkowy okres jego rządów przypadło zakończenie II wojny burskiej i koronacja Edwarda VII. W tym czasie uchwalono ustawy: Education Act to London oraz Irish Land Purchase Act. Utworzono również Komitet Obrony Imperium.
W polityce zagranicznej nastąpiło znaczące polepszenie stosunków z Francją, zwieńczone podpisaniem w 1904 r. Entente cordiale. W tym czasie wybuchła również wojna rosyjsko-japońska, w której Wielka Brytania popierała Japonię. Doprowadziło to do pogorszenia się stosunków brytyjsko-rosyjskich, zwłaszcza po ostrzelaniu przez rosyjską marynarkę wojenną brytyjskich statków rybackich na Morzu Północnym (incydent na Dogger Bank). Balfour koncentrował się jednak na sprawach wewnętrznych, politykę zagraniczną powierzając właściwemu ministrowi, lordowi Lansdowne’owi.
Ważną kwestią była polityka gospodarcza, na tle której dochodziło do spięć w łonie koalicji. Liberalni Unioniści popierali wolny handel, konserwatyści byli zwolennikami protekcjonalizmu. Balfour próbował lawirować między obydwiema frakcjami, ale bez rezultatu. W 1905 r. Partia Liberalno-Unionistyczna opuściła koalicję. W grudniu 1905 r. Balfour zrezygnował ze stanowiska premiera. Zastąpił go lider liberałów Henry Campbell-Bannerman.
W styczniu 1906 r. odbyły się wybory parlamentarne, które przyniosły lawinowe zwycięstwo Partii Liberalnej. Balfour przegrał wybory w swoim okręgu, ale powrócił do parlamentu jeszcze w tym samym roku, wygrywając wybory uzupełniające w okręgu City of London.

## Dalsze lata
Balfour pozostał liderem Partii Konserwatywnej, ale jako Lider Opozycji niewiele mógł zdziałać przeciwko dominującym w Izbie Gmin liberałom. Balfour próbował więc wykorzystać zdominowaną przez konserwatystów Izbę Lordów do odrzucania rządowych ustaw. Liberałowie odpowiedzieli na to projektem „Konstytucji Ludowej”, który stał się podstawą Parliament Act z 1911 r., znacznie ograniczającego kompetencje Izby Lordów. W następstwie tych wydarzeń Balfour w 1911 r. zrezygnował ze stanowiska lidera konserwatystów. Zastąpił go Andrew Bonar Law.
Były premier pozostał jednak ważną figurą w partii. Kiedy w maju 1915 r. konserwatyści weszli do rządu wojennego, Balfour otrzymał stanowisko pierwszego lorda Admiralicji. Kiedy w 1916 r. nowym premierem został David Lloyd George, Balfour został ministrem spraw zagranicznych. W 1917 r. ogłosił deklarację Balfoura o utworzeniu żydowskiego państwa w Palestynie.

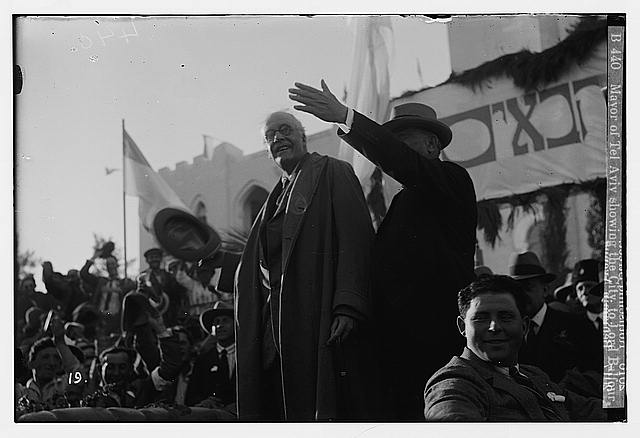
Lord Balfour podczas wizyty w Tel Awiwie (1925)

Balfour zrezygnował ze stanowiska ministra po traktacie wersalskim w 1919 r., ale pozostał w gabinecie jako lord przewodniczący Rady. W latach 1921–1922 reprezentował Wielką Brytanię na Konferencji Morskiej w Waszyngtonie. Podobnie jak większość byłych konserwatywnych liderów nie wszedł w skład gabinetów Bonar Lawa i Baldwina w latach 1922–1924. Do rządu powrócił dopiero w 1925 r., kiedy to po śmierci lorda Curzona ponownie został Lordem Przewodniczącym Rady. Pozostał na tym stanowisku do 1929 r.
Od 1922 r. Balfour był członkiem Izby Lordów z tytułem 1. hrabiego Balfour. Przez całe życie cieszył się dobrym zdrowiem, jednak pod koniec 1928 r. stan jego zdrowia pogorszył się. Do końca życia cierpiał na zapalenie żył. Zmarł w 1930 r. Nigdy się nie ożenił i nie pozostawił potomstwa. Tytuł parowski, na podstawie specjalnego postanowienia, odziedziczył jego młodszy brat Gerald.
Był honorowym doktorem praw Uniwersytetu Edynburskiego (od 1881), Uniwersytetu St Andrews (od 1885), Uniwersytetu Cambridge (od 1888), Uniwersytetu Dublińskiego (od 1891) oraz Uniwersytetu Glasgow (od 1891). W 1888 r. został członkiem Senatu Uniwersytetu Londyńskiego. W tym samym roku został członkiem Royal Society. W 1891 r. został kanclerzem Uniwersytetu Edynburskiego. W 1886 r. został rektorem Uniwersytetu St Andrews, a w 1891 r. Uniwersytetu Glasgow. W 1922 został uhonorowany godnością doktora honoris causa Uniwersytetu Jagiellońskiego. 

## Gabinet Arthura Balfoura, lipiec 1902 – grudzień 1905
- premier, pierwszy lord skarbu, lord tajnej pieczęci: Arthur Balfour
- lord kanclerz: Hardinge Giffard, 1. hrabia Halsbury
- lord przewodniczący Rady: Spencer Cavendish, 8. książę Devonshire
- minister spraw wewnętrznych: Aretas Akers-Douglas
- minister spraw zagranicznych: Henry Petty-Fitzmaurice, 5. markiz Lansdowne
- minister kolonii: Joseph Chamberlain
- minister wojny: St John Brodrick
- minister ds. Indii: George Hamilton
- pierwszy lord Admiralicji: William Palmer, 2. hrabia Selborne
- kanclerz skarbu: Charles Ritchie
- przewodniczący Zarządu Handlu: Gerald Balfour
- Kanclerz Księstwa Lancaster: William Walrond
- minister ds. Szkocji: Alexander Bruce, 6. lord Balfour of Burleigh
- Główny sekretarz Irlandii: George Wyndham
- przewodniczący Rady Samorządu Lokalnego: Walter Long
- przewodniczący Rady Rolnictwa: Robert Hanbury
- przewodniczący Rady Edukacji: Charles Vane-Tempest-Stewart, 6. markiz Londonderry
- lord kanclerz Irlandii: Edward Gibson, 1. baron Ashbourne
- pierwszy komisarz ds. prac publicznych: Robert Windsor-Clive, 14. baron Windsor
- poczmistrz generalny: Austen Chamberlain

Zmiany
- maj 1903 – lord Onslow zastępuje Roberta Hanburyego na stanowisku przewodniczącego Rady Rolnictwa
- wrzesień/październik 1903 – lord Londonderry zastępuje księcia Devonshire na stanowisku Lorda Przewodniczącego Rady pozostając jednocześnie na swoim poprzednim stanowisku, lord Salisbury zastępuje Balfoura na stanowisku lorda tajnej pieczęci, Austen Chamberlain zastępuje Charlesa Ritchie’ego na stanowisku kanclerza skarbu, następcy Chamberlaina na stanowisku poczmistrza generalnego nie wchodzą w skład gabinetu, Alfred Lyttelton zastępuje Josepha Chamberlaina na stanowisku ministra ds. kolonii, St John Brodrick zastępuje lorda George’a Hamiltona na stanowisku ministra ds. Indii, Hugh Arnold-Forster zastępuje Brodricka na stanowisku ministra wojny, Andrew Murray zastępuje lorda Balfoura of Burleigh na stanowisku ministra ds. Szkocji
- marzec 1905 – Walter Long zastępuje George’a Wyndhama na stanowisku Głównego Sekretarza Irlandii, Gerald Balfour zastępuje Longa na stanowisku przewodniczącego Rady Samorządu Lokalnego, lord Salisbury zastępuje Balfoura na stanowisku przewodniczącego Zarządu Handlu pozostając jednocześnie na swoim poprzednim stanowisku, lord Cawdor zastępuje lorda Selborne’a na stanowisku pierwszego lorda Admiralicji, Ailwyn Fellowes zastępuje lorda Onslowa na stanowisku przewodniczącego Rady Rolnictwa

## Publikacje
- The Humours of Golf, 1890
- Essays and Addresses, 1893
- The Foundations of Belief, 1895
- Questionings on Criticism and Beauty, Clarendon Press, Oksford, 1909
- Theism and Humanism, 1915
- Theism and Thought, 1923

## Arthur Balfour w kulturze
Arthur Balfour pojawia się w polskim serialu historycznym Polonia Restituta w reżyserii Bohdana Poręby. W jego postać wcielił się Zdzisław Mrożewski.
Balfour pojawia się także w musicalu Virtuoso o życiu Ignacego Jana Paderewskiego w Teatrze Muzycznym w Poznaniu, gdzie grają go wymiennie Mateusz Feliński i Bartosz Sołtysiak.